# Gran Premi dels Països Baixos del 1983
Resultats del Gran Premi dels Països Baixos de Fórmula 1 de la temporada 1983, disputat al Circuit de Zandvoort, el 28 d'agost del 1983.

## Resultats
| Pos | No | Pilot              | Equip               | Voltes | Temps/ Retirada  | Pos. de sortida | Punts |
| --- | -- | ------------------ | ------------------- | ------ | ---------------- | --------------- | ----- |
| 1   | 28 | René Arnoux        | Ferrari             | 72     | 1h 38' 41. 950   | 10              | 9     |
| 2   | 27 | Patrick Tambay     | Ferrari             | 72     | + 20.839 s       | 2               | 6     |
| 3   | 7  | John Watson        | McLaren - Ford      | 72     | + 43.741 s       | 15              | 4     |
| 4   | 35 | Derek Warwick      | Toleman - Hart      | 72     | + 1' 16.839 min. | 7               | 3     |
| 5   | 23 | Mauro Baldi        | Alfa Romeo          | 72     | + 1' 24.292 min. | 12              | 2     |
| 6   | 3  | Michele Alboreto   | Tyrrell - Ford      | 71     | + 1 Volta        | 18              | 1     |
| 7   | 40 | Stefan Johansson   | Spirit - Honda      | 70     | + 2 Voltes       | 16              |       |
| 8   | 29 | Marc Surer         | Arrows - Ford       | 70     | + 2 Voltes       | 14              |       |
| 9   | 6  | Riccardo Patrese   | Brabham - BMW       | 70     | + 2 Voltes       | 6               |       |
| 10  | 26 | Raul Boesel        | Ligier - Ford       | 70     | + 2 Voltes       | 24              |       |
| 11  | 31 | Corrado Fabi       | Osella - Alfa Romeo | 68     | Motor            | 25              |       |
| 12  | 33 | Roberto Guerrero   | Theodore - Ford     | 68     | + 4 Voltes       | 20              |       |
| 13  | 36 | Bruno Giacomelli   | Toleman - Hart      | 68     | Virolla          | 13              |       |
| 14  | 30 | Thierry Boutsen    | Arrows - Ford       | 65     | Motor            | 21              |       |
| Ret | 1  | Keke Rosberg       | Williams - Ford     | 53     | Encesa           | 23              |       |
| Ret | 9  | Manfred Winkelhock | ATS - BMW           | 50     | Desqualificat    | 9               |       |
| Ret | 5  | Nelson Piquet      | Brabham - BMW       | 41     | Col·lisió        | 1               |       |
| Ret | 15 | Alain Prost        | Renault             | 41     | Virolla          | 4               |       |
| Ret | 16 | Eddie Cheever      | Renault             | 39     | Part elèctrica   | 11              |       |
| Ret | 2  | Jacques Laffite    | Williams - Ford     | 37     | Direcció         | 17              |       |
| Ret | 12 | Nigel Mansell      | Lotus - Renault     | 26     | Virolla          | 5               |       |
| Ret | 8  | Niki Lauda         | McLaren - Ford      | 25     | Frens            | 19              |       |
| Ret | 4  | Danny Sullivan     | Tyrrell - Ford      | 20     | Motor            | 26              |       |
| Ret | 11 | Elio de Angelis    | Lotus - Renault     | 12     | Part elèctrica   | 3               |       |
| Ret | 22 | Andrea de Cesaris  | Alfa Romeo          | 5      | Motor            | 8               |       |
| Ret | 25 | Jean Pierre Jarier | Ligier - Ford       | 3      | Suspensions      | 22              |       |
| NVQ | 32 | Piercarlo Ghinzani | Osella - Alfa Romeo |        |                  |                 |       |
| NVQ | 34 | Johnny Cecotto     | Theodore - Ford     |        |                  |                 |       |
| NVQ | 17 | Kenny Acheson      | RAM - Ford          |        |                  |                 |       |

## Altres
- Pole: Nelson Piquet 1' 15. 360

- Volta ràpida: René Arnoux 1' 19. 863 (a la volta 33)